# Benedikt Höwedes
Benedikt Höwedes (n. 29 februarie 1988, Haltern am See) este un fotbalist german care joacă pentru clubul Lokomotiv Moscova pe postul de fundaș central.

## Titluri

### Club
FC Schalke 04
- DFB-Pokal: 2010–2011
- DFL-Supercup: 2011

### Țară
Germania
- Campionatul European de Fotbal sub 21: 2009
- Campionatul Mondial de Fotbal 2014: A devenit campion mondial cu echipa Germaniei, jucând performant pe un post neobișnuit lui, cel de fundaș stânga. A jucat toate meciurile echipei, integral.

## Legături externe
- de Benedikt Höwedes la fussballdaten.de
- Benedikt Höwedes pe site-ul FIFA (arhivat)
- Benedikt Höwedes – pe site-ul UEFA
- Benedikt Höwedes pe site-ul National-Football-Teams.com
- Profil la ESPN FC